# CDE
Common Desktop Environment (CDE) — среда рабочего стола, основанная на Motif, в основном использовалась в проприетарных операционных системах UNIX, OpenVMS.
CDE разработана в The Open Group совместно с Hewlett-Packard, IBM, Novell и Sun Microsystems и основана на VUE (Visual User Environment) от HP.
Примерно до 2000 года CDE была промышленным стандартом для UNIX-систем, но свободные оболочки для рабочего стола, такие как KDE и GNOME, быстро становились всё более удобными и стали стандартом для многих Linux-платформ, которые на этот период уже имели больше пользователей, чем большинство UNIX-систем.
В 2001 году продавцы UNIX, такие как Hewlett-Packard (HP-UX) и Sun Microsystems (Solaris), заявили, что со временем они заменят в своих продуктах CDE на GNOME.
Операционная система Solaris 10 от Sun Microsystems включает как CDE, так и основанную на GNOME Java Desktop System. Sun не планировала включать CDE в OpenSolaris.
6 августа 2012 года исходный код CDE был опубликован на SourceForge.net под лицензией GNU LGPL.